# Методий Драгинов
Методий Драгинов е литературен герой, създаден предполагаемо от перото на възрожденеца Стефан Захариев.

## Характеристика
Драгинов е измислен свещеник от XVII век. Приписваната му летописната приписка „Потурчването на Чепино“, описваща насилия при ислямизацията на българското християнско население в Родопите, е възрожденски фалшификат. Достоверността на описаните насилия при ислямизацията в Родопите също не среща подкрепа от историческата наука. Вероятен автор на мистификацията и създател на нейния летописец е възрожденецът от XIX век Стефан Захариев. Такива мистификации са типични за Възраждането и са плод на патриотични подбуди.
Родопското село Корово в община Велинград е наименувано Драгиново на литературния герой през 1971 година.